# Ministero delle Poste e delle Telecomunicazioni della Repubblica Democratica Tedesca
Il Ministero delle Poste e delle Telecomunicazioni della Repubblica Democratica Tedesca (MPF) (in  tedesco: Ministerium für Post- und Fernmeldewesen der DDR) è stato il ministero della posta e delle telecomunicazioni del Governo della Repubblica Democratica Tedesca.
È stato fondato con la Repubblica Democratica Tedesca il 7 ottobre 1949 e disciolto sulla scia della Riunificazione tedesca nel 1989-1990, poi incorporato nel Ministero federale delle Poste e delle Telecomunicazioni.

## Storia
Il Dipartimento nacque all'interno dall'Amministrazione militare sovietica in Germania (Sowjetische Militäradministration in Deutschland) nel 1945. Il ministro era assistito da un Segretario di Stato.
È stato creato nel 1949 e sciolto con il ricongiungimento di quest'ultimo con la Repubblica federale di Germania (RFG) nel 1990. Le sue funzioni sono state poi prese in carico dal Ministero federale delle Poste e delle Telecomunicazioni, il quale è a sua volta è stato sciolto nel 1998.
Il governo centrale cercò di immettere nell'occupazione politica un servizio postale di transizione regolamentato. Anche con i problemi di consegna più piccoli e importanti nelle grande politica. Così il 26 gennaio 1948, il sindacalista ufficiale Hans Jendretzky e il suo collega Schröder Schopenhauerstr esposero delle lamentele all'amministrazione centrale di un errore con Potsdam. 22, invece di 27, lettere vennero indirizzate al locale del Comitato Esecutivo di Stato della FDGB diminuendo con il commento al mittente: "Occupato dai russi" Jendretzky sollecitò nella lettera l'obbiettivo del personale di consegna della lettera a causa dell'"effetto di tali avvisi ai residenti delle zone occidentali".
La corrispondenza del MPF prima del nazismo, così come nella Repubblica di Weimar, era il Reichspostministerium.

## Ministri delle Poste e delle Telecomunicazioni della RDT
| Ministro           | Ministro          | Ministro             | Partito                                  | Governo             | Inizio           | Fine              |
| ------------------ | ----------------- | -------------------- | ---------------------------------------- | ------------------- | ---------------- | ----------------- |
|                    |                   | Friedrich Burmeister | Unione Cristiano-Democratica di Germania | Governo Grotewohl   | 12 ottobre 1949  | 1963              |
|                    |                   | Rudolph Schulze      | Unione Cristiano-Democratica di Germania | Governo Grotewohl   | 1963             | 24 settembre 1964 |
| Governo Stoph I    | 24 settembre 1964 | Rudolph Schulze      | Unione Cristiano-Democratica di Germania | 3 ottobre 1973      |                  |                   |
| Governo Sindermann | 3 ottobre 1973    | Rudolph Schulze      | Unione Cristiano-Democratica di Germania | 1º novembre 1976    |                  |                   |
| Governo Stoph II   | 1º novembre 1976  | Rudolph Schulze      | Unione Cristiano-Democratica di Germania | 13 novembre 1989    |                  |                   |
|                    |                   | Klaus Wolf           | Unione Cristiano-Democratica di Germania | Governo Modrow      | 18 novembre 1989 | 12 aprile 1990    |
|                    |                   | Emil Schnell         | Partito Socialdemocratico                | Governo de Maizière | 12 aprile 1990   | 2 ottobre 1990    |